# Иванов, Юрий Николаевич (писатель)
Ю́рий Никола́евич Ивано́в (8 июня 1928 года, Ленинград — 22 июля 1994 года, Калининград) — учёный-океанолог, писатель, член Союза писателей СССР с 1966 года, общественный деятель.

## Биография
Юрий Николаевич Иванов родился 8 июня 1928 года в Ленинграде в семье служащих. Из блокадного города его переправили в Свердловск, в 1945 году вместе с войсковой частью, в которой служил его отец, Юрий прибыл в Кёнигсберг.
В 1947 году закончил калининградскую среднюю школу № 1 (ныне гимназия № 1). В 1948 году поступил в Ленинградский институт физкультуры и спорта имени Лесгафта. В 1951 году по распределению был направлен на Камчатку, где работал в областном комитете по физкультуре и спорту.
В 1957 году переехал в Калининград, работал председателем областного совета спортивного общества «Труд». С 1959 года начал ходить в море на судах Атлантического отделения Всесоюзного научно-исследовательского института рыбного хозяйства и океанографии матросом, а затем в должности помощника капитана «Мортрансфлота», стал научным сотрудником АтлантНИРО, был основателем и первым руководителем Научного морского музея.
Имел двух дочерей. Умер 22 июля 1994 года, похоронен в Калининграде.
Его 77-летняя вдова Тамара Степановна убита в собственном доме грабителем в декабре 2007 года.

## Литературная деятельность
В 1956 году Юрий Иванов написал первый рассказ — «В кратере вулкана», опубликованный в журнале «Огонёк». После переезда в Калининград начал писать на морскую тематику. Его первая книга — «Путь в тропики». Затем были написаны многочисленные повести и романы о рыбаках и морских путешествиях, экстремальных ситуациях и морской романтике.
Его книги переводили на немецкий, польский, чешский, японский языки.
В 1966 году Юрий Иванов был принят в Союз писателей СССР, в 1969 году закончил Высшие литературные курсы Союза писателей СССР при Литературном институте им. М. Горького, стал членом бюро Комиссии по морской литературе Союза писателей СССР.
В 1974 году был избран ответственным секретарём Калининградской писательской организации, находился на этом посту до 1988 года.
В конце 1970-х годов в творчестве Юрия Иванова появилась тема войны: повести «Мы шли под грохот канонады», «Огненные каникулы», роман «На краю пропасти» (о боях в Восточной Пруссии).
Повесть «Мы шли под грохот канонады» (1978), посвящённая блокадникам, была переведена на японский язык и под названием «900 дней в осаде» на XXIX Всеяпонском конкурсе читательского мнения была признана лучшей книгой года, рекомендована для включения в школьную программу по литературе.
Значительное внимание Юрий Николаевич уделял краеведческой тематике.
Он написал путеводитель «Кёнигсберг — Калининград», который был издан в Германии, романы «Танцы в крематории» и «Огонь Кёнигсберга».

## Общественная деятельность
Юрий Николаевич активно участвовал в общественной жизни региона, боролся за сохранение природы Куршской косы, памятников истории Калининградской области. В этом ему помогали должности депутата городского, а затем областного Совета народных депутатов, с 1993 года — члена Консультативного совета при главе администрации области.
В ноябре 1987 года было создано Калининградское отделение Советского фонда культуры (с 1992 года — Российский фонд культуры), председателем которого избрали Юрия Николаевича Иванова. По инициативе и при действенном участии Юрия Иванова в Калининграде появились памятники И. Канту и А. С. Пушкину, в Калининград из Владивостока на вечную стоянку прибыло научно-исследовательское судно «Витязь», на базе которого затем создан Музей Мирового океана, начато восстановление Кафедрального собора.
По инициативе Юрия Иванова была создана газета «Кёнигсбергский курьер», в которой печатались статьи по краеведению, он поддержал журнал писателей «Запад России». При активном участии Юрия Иванова были сформированы Кантовская и Гофманская программы, создано Общество почитателей А. С. Пушкина. Юрий Николаевич содействовал открытию в Отрадном музея немецкого скульптора Германа Брахерта.
Изучение полученных фондом культуры архивов немецкого исследователя Георга Штайна подвигло Юрия Иванова к написанию книги о поисках Янтарной комнаты «Пятая версия».
Юрий Николаевич сотрудничал с графиней Марион Дёнгоф для развития новых российско-германских отношений в Калининградском регионе.

## Награды и премии
- Заслуженный работник культуры РСФСР
- Премия Ловиса Коринта за деятельность в области культуры (1993)